# Mike Carey
Mike Carey é um autor de histórias em quadrinhos americanas. Foi indicado ao Eisner Award de "Melhor Escritor" em 2001, por seu trabalho na série Lucifer e em 2012, por The Unwritten.